# Bradost
El principat de Bradost fou un estat tribal autònom kurd governat per una família originada en els gurans (guran o gurani) o en algun descendent de la dinastia hasanwàyhida. Els seus dominis estaven a l'oest del llac Urmia. Una branca va governar a Somay, i una altra a Tergewer i a Kalat Dawud. La tribu principal eren els bradosts o baradust que modernament es van desplaçar ca la zona al sud de Shamdinan.